# Ali Fadavi
Ali Fadavi ( persisk: علی فدوی) er en iransk militærofficer, der i øjeblikket beklæder embedet som næstkommanderende for den islamiske revolutionsgarde.
Han blev født i 1961. Fadavi studerede på Isfahan University of Technology, hvor han fik en bachelorgrad i elektroteknik og en M.Sc. i strategisk ledelse. 
Fadavi sluttede sig til IRGC i 1983. Han er en veteran fra Iran-Irak-krigen. Han tjente i Quds Force og har haft "følsomme efterretningstjenester".  Han så kamp under Iran-Irak-krigen. Hans karriere inkluderer efterretningsopgaver som efterretningschef for henholdsvis Najaf-, Nooh- og Hamzeh Seyyed Ol-Shohada-hovedkvarteret, efterretningschef for IRGCN og efterretningschef for Khatemolanbia-hovedkvarteret. Fadavi tjente også som IRGCN 1st Naval District Commander. Han var næstkommanderende for IRGC's flådestyrker fra 1997 til 2010  og senere dets leder fra maj 2010 til 23. august 2018. Den 23 august 2018 blev han udnævnt til stillingen som stedfortræder for IRGC-koordinator.

## Hæder
I februar 2016 modtog Fadavi sammen med andre ledere af den islamiske revolutionsgarde Fath-medaljen for  anholdelsen af søfolk fra USA's flåde den 12. januar 2016 i Den Persiske Golf.